# Köprübaşı (Manisa)
Köprübaşı est une ville et un district de la province de Manisa dans la région Égéenne en Turquie.